# Schmalfeld
Schmalfeld ist eine Gemeinde im Kreis Segeberg in Schleswig-Holstein.

## Geschichte
Nördlich der Schmalfelder Au fand man die ersten Spuren von Menschen, die vor etwa 10.000 Jahren in der Gegend des heutigen Schmalfeld gewohnt haben.
Beim Bau der Siedlung Naheland wurden Urnenfelder aus der römischen Kaiserzeit um 300 n. Chr. entdeckt. Ab 700 n. Chr. breitete sich ein sächsischer Volksstamm nördlich der Elbe aus, um aus dichtem Urwald Land zu kultivieren. Dabei erhielt jeder ein gleich gutes, gleich großes Ackerland, das zur Zeit der Karolinger (um 800 n. Chr.) oft in schmale Ackerbeete aufgeteilt war. Daher soll der Ort seinen Namen haben.
Das älteste Gebäude in Schmalfeld steht an der Straße Am Altenhof. Es wurde 1768 erbaut.
1911 wurde am Westerfeld in Schmalfeld eine Schule gebaut, die bis 1972 auch von Hauptschülern besucht wurde.

## Politik

### Gemeindevertretung
Bei der Kommunalwahl am 14. Mai 2023 wurden insgesamt 13 Sitze vergeben. Von diesen erhielt die Wählergemeinschaft Schmalfeld zehn Sitze und die SPD drei Sitze.

### Wappen
Blasonierung: „Durch eine erniedrigte, durchgehende, aus Granitquadern mit drei bogenförmigen Durchlässen gemauerte silberne Brücke von Grün und Blau geteilt. Oben zwei aufrechte, auswärts geneigte goldene Eichenblätter.“

## Sehenswürdigkeiten

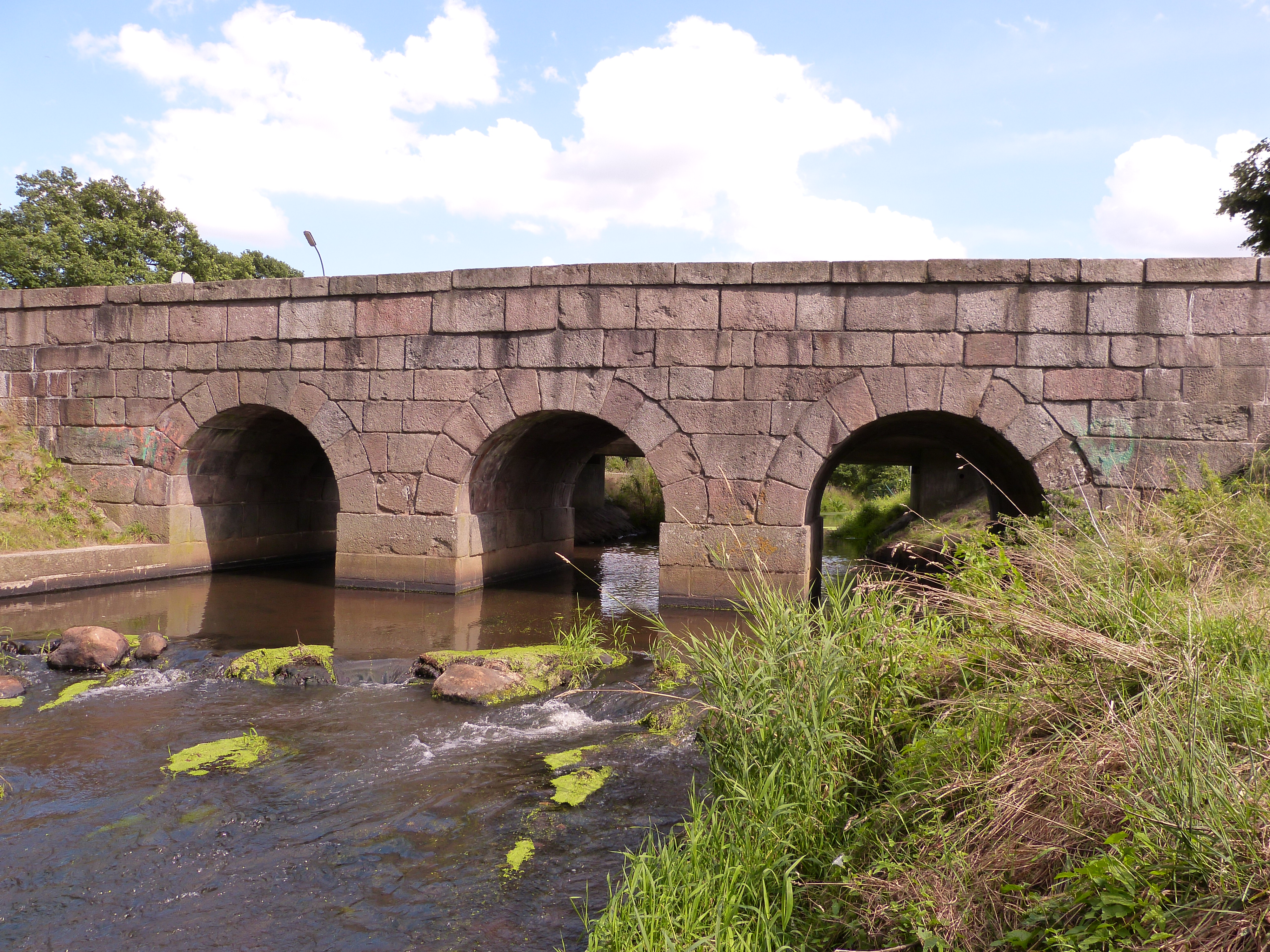
Königsbrücke Schmalfeld

In der Liste der Kulturdenkmale in Schmalfeld stehen die in der Denkmalliste des Landes Schleswig-Holstein eingetragenen Kulturdenkmale.

## Bauwerke
- Die aus Granitquadern errichtete Schmalfelder Königsbrücke über die Schmalfelder Au wurde 1785 errichtet und tat bis ins Jahr 1983 ihren Dienst.[6] Sie ist ein in der Denkmalliste des Landes Schleswig-Holstein eingetragenes Kulturdenkmal und auf dem Schmalfelder Wappen dargestellt.

- Am 18. November 1970 wurde die evangelisch-lutherische Gnadenkirche in Schmalfeld eingeweiht.

## Wirtschaft und Infrastruktur
In der Gemeinde gibt es eine Grundschule, weiterführende Schulen in Kaltenkirchen.